# Встречный (Ставропольский край)
Встре́чный — посёлок в Новоалександровском районе (городском округе) Ставропольского края России.

## География
Расстояние до краевого центра: 72 км. Расстояние до районного центра: 14 км.

## История
В соответствии с Указом Президиума Верховного Совета РСФСР от 21 сентября 1964 года посёлок Второе отделение совхоза «Расшеватский» переименован в посёлок Встречный.
До 1 мая 2017 года находился в составе муниципального образования «Сельское поселение Светлинский сельсовет».

## Население
| 1989 | 2002 | 2010 | 2014 | 2023 |
| ---- | ---- | ---- | ---- | ---- |
| 237  | ↗286 | ↗314 | ↘300 | ↘265 |

По данным переписи 2002 года, в национальной структуре населения русские составляли 43 %, курды — 37 %.

## Инфраструктура
Проблема с питьевой водой.
В 200 м к западу от посёлка расположено общественное открытое кладбище площадью 2968 м².